# Олсен, Джон
Джон Си Олсен (англ. Jon C. Olsen; род. 25 апреля 1969 года, Нью-Бритен, Коннектикут, США) — американский пловец, 4-кратный олимпийский чемпион в эстафетах. За свою карьеру завоевал 27 медалей в международных соревнованиях (20 золотых, 5 серебряных и 2 бронзовые).
На Олимпийских играх в личных дисциплинах ближе всего к награде был на 100-метровке вольным стилем на Играх 1992 года в Барселоне, когда всего 0,01 сек проиграл бронзовому призёру Стефану Карону. При этом Олсен сумел опередить знаменитого Мэтта Бионди.